# Anas al-Liby
Nazih Abdul Hamed Nabih al-Ruqai'i, conocido con el alias Abu Anas al-Liby (pronunciationⓘ ah-boo ah-nahs ah lee-bee أبو أنس الليبي; Trípoli, 30 de marzo de 1964 o 14 de mayo de 1964 − Nueva York, 2 de enero de 2015), fue un libio bajo acusación en los Estados Unidos por su participación en los atentados contra las embajadas de Estados Unidos en 1998. Trabajó como especialista en informática de al-Qaeda.
Sus alias en la acusación son Nazih al Raghie y Anas al Sebai. En los carteles de más buscado del FBI y el Departamento de Estado de los Estados Unidos, tenía otra variante de su nombre que se transcribe Nazih Abdul Hamed Al-Raghie.
La condena formal acusaba a al-Liby de vigilancia en los posibles objetivos británicos, franceses, israelíes y en Nairobi, además de la embajada de Estados Unidos en esa ciudad, como parte de una conspiración de al-Qaeda y la Yihad Islámica Egipcia.
Fue capturado por un grupo de fuerzas especiales Delta estadounidenses en Trípoli el 6 de octubre de 2013, cuando regresaba a su casa tras las plegarias de la mañana.
Falleció de complicaciones de una Hepatitis C adquirida en cautiverio,  en un hospital de Nueva York el 2 de enero de 2015.